# بانک سازندگی چین

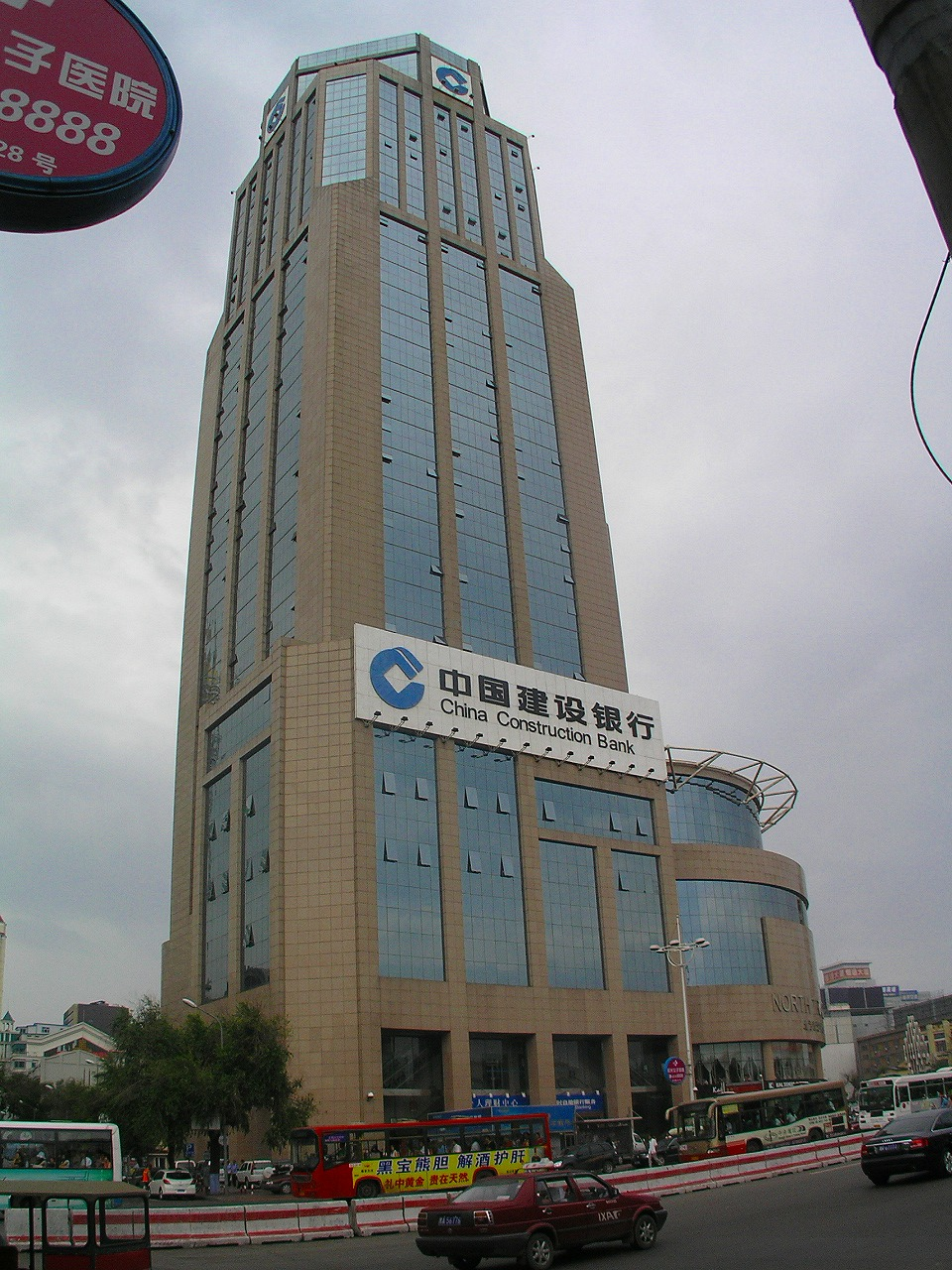
شعبه مرکزی بانک سازندگی چین در شهر پکن

بانک سازندگی چین (به چینی: 中国建设银行) شرکت خدمات مالی و بانکداری چینی است، که یکی از ۴ بانک بزرگ در کشور چین می‌باشد. این بانک در سال ۲۰۱۱ با دارایی ۱٫۴ تریلیون دلار، دومین بانک بزرگ جهان محسوب می‌شد. در حال حاضر بانک سازندگی چین در فهرست بزرگترین شرکت‌های جهان در رتبه سیزدهم قرار دارد.
این بانک مالک شبکه گسترده‌ای از ۱۳،۶۲۹ شعبه در چین است، همچنین دارای شعبه‌های بین‌المللی در شهرهای فرانکفورت، هنگ کنگ، ژوهانسبورگ، نیویورک، سئول، سنگاپور، توکیو و سیدنی می‌باشد که توسط شعبه لندن این بانک مدیریت می‌شوند.